# ماوريسيو تاريكو
ماوريسيو تاريكو (بالإسبانية: Mauricio Taricco)‏ (10 مارس 1973 ببوينس آيرس في الأرجنتين - ) هو لاعب كرة قدم أرجنتيني في مركز الدفاع. لعب مع أرجنتينوس جونيورز وإيبسويتش تاون وبرايتون أند هوف ألبيون وتوتنهام هوتسبير وريال بيتيس ووست هام يونايتد.

## وصلات خارجية
- ماوريسيو تاريكو على موقع قاعدة بيانات كرة القدم.إي يو (الإنجليزية)
- ماوريسيو تاريكو على موقع Soccerbase.com (لاعب) (الإنجليزية)
- ماوريسيو تاريكو على موقع عالم كرة القدم.نت (الإنجليزية)